# 中华人民共和国放射性污染防治法
《中华人民共和国放射性污染防治法》是一部中华人民共和国法律，该法律于2003年6月28日在第十届全国人民代表大会常务委员会通过，并于2003年10月1日起施行。

## 立法缘由
《中华人民共和国放射性污染防治法》的第一条是“为了防治放射性污染，保护环境，保障人体健康，促进核能、核技术的开发与和平利用，制定本法。”

## 实施
《中华人民共和国放射性污染防治法》的最后一条是“本法自2003年10月1日起施行。”